# Berusad av stålar
Berusad av stålar (fr: Trop jolies pour être honnêtes, uttal [tʁo jɔli puʁ ɛtʁ ɔnɛt]) är en fransk komedifilm från 1972, den regisserades av Richard Balducci.

## Filmteam

### Skådespelare[2]
- Jane Birkin
- Emma Cohen
- Serge Gainsbourg
- Carlo Guiffre
- Bernadette Lafont
- Elisabeth Wiener

m. fl.

### Övriga[2]
- Regissör - Richard Balducci
- Manus - Catherine Carone och Guy Grosso
- Musik - Serge Gainsbourg